# 板倉勝宣
板倉 勝宣（いたくら かつのぶ、1897年2月12日 - 1923年1月17日）は、東京出身の登山家。日本登山界草創期に活躍、山岳地におけるスキー利用の先駆者にもなったが、25歳で遭難死した。子爵板倉勝弼の庶子。

## 概要
1897年（明治30年）2月12日、備中松山藩最後の藩主板倉勝弼（前年10月に死去）の七男（庶子）として生まれる。学習院初等科、中等科を経て学習院高等科を卒業（松方三郎と同級生）。中等科より登山を始めた。1919年に北海道帝国大学農学部に入学、大学時代にはスキー部に所属した。在学中の1921（大正10）年に、加納一郎らと日本最初の山岳雑誌「山とスキー」を発刊。
1922年に佐幌岳にスキー登山、大雪山系の旭岳に初登頂したほか、槍ヶ岳北鎌尾根を松方三郎らと登攀、新聞には初登頂（実際の初登頂はウォルター・ウェストン）と報道され、新進気鋭の登山家として知られるところとなった。また、同じ頃に新進気鋭の登山家が集まっていることで知られた慶應義塾大学山岳部と交遊を持ち、1922年8月にドイツに向かう鹿子木員信（慶応山岳部初代部長）の壮行を兼ねて、鹿子木や同部の精鋭である槇有恒・三田幸夫・大島亮吉・早川種三らと共に穂高連峰の岩登り合宿に参加している。
1922年に北大を卒業後、京都大学理学部植物学教室の大学院生となる予定だったが、1923（大正12）年1月、立山で遭難死した。

## 最後の山行
1923年1月、立山（雄山）へ槇有恒、三田幸夫（2人とも後に日本山岳会会長に就任する）らとスキー登山を敢行した。立山温泉から、室堂を越えて登頂を目指すが、天候が悪化し断念した。帰路（1月17日）、一帯が猛吹雪となり槇、三田は立山温泉へたどり着けたものの、板倉は立山カルデラの縁にあたる松尾峠付近で低体温症により遭難死した。冬季の立山は、前年に雄山に初登頂が記録されたばかりで知見が不足していたこと、また板倉らが先進の登山用具であるスキーを使用したことで、案内人らとの移動速度に差がついてしまい、別行動となったことも遭難の原因の一つと考えられている。ただし、天候悪化を気にしつつも雄山登頂への欲望が抑えきれなかった板倉ら3名が案内人達を先に帰してしまったとする説もある（この話を聞いた地元出身でもある堀内文次郎は「軽挙で無謀で認識不足」と激怒したという）。なお、槇の著作『山行』によれば、16日の夕方には板倉は危険な状態に陥り、槇がその介抱をする中で三田が立山温泉に救援を求めて1人先に下った後、17日の午前0時57分に槇が板倉の最期を看取り、夜が明けた後に遺体のある場所に目印を付けて山を下り、立山温泉の直前の雑木林で疲労困憊しながら山下りを続けていた三田と合流したとある。板倉が遭難した翌々月の3月10日、立山・黒部横断行を目指していた伊藤孝一が、松尾峠の板倉が遭難した跡地を訪れて弔っていることから、板倉の遺体は遭難後、雪山から速やかに回収されたものと考えられる。

## 遭難後
若手有望株の登山家らが遭難したことに日本山岳会はショックを受け、ガイドが多数居住する山麓の芦峅寺関係者らと立山一帯に山小屋を建設するべく富山営林署などに働きかけを行った。この結果、13カ所の山小屋が建設されており、現在の池の平小屋などは、この際に建設された小屋をルーツに持つ。
また、1925年、芦峅寺地内に慰霊碑が建立されている。